# Џакарта
Џакарта (инд. Jakarta, раније Батавија, Сунда Келапа, Ђакарта) главни је и највећи град Индонезије. У граду живи 10.075.310 становника (2014), а у градској агломерацији око 30.214.303 становника. Пословне могућности Џакарте, као и могућности понуде вишег животног стандарда, привлаче мигранте са целог индонежанског архипелага, чинећи град епицентром многих заједница и култура.
Копнена површина града је 664 km², са воденим површинама 740.28 km². Град се налази у северозападном делу острва Јава. Званични назив града је Посебна престоничка територија Џакарта, Daerah Khusus Ibukota Jakarta или скраћено DKI Jakarta. Џакарта по броју становника спада у групу од 50 највећих градова на свету.
Успостављен у четвртом веку као Сунда Келапа, град је постао важна трговачка лука за Сунда краљевсто. Он је био де факто престоница Холандске Индије, која је била позната као Батавија у то време. Град је тренутно седиште  секретаријата као и важних финансијских институција, као што је Банка Индонезије, Индонезијска берза, и корпорационо је седиште бројних индонезијских компанија и међународних корпорација. Од 2017, шест Forbes Global 2000 компанија има седиште у овом граду. Град је исто тако дом за две од Fortune 500 компанија у 2016.
Џакарта је наведена као један од Алфа глобалних градова у извештају из 2016. агенције Глобализација и свјетска истраживачка мрежа (GaWC). На бази глобалног метро монитора агенције Brookings Institution, у 2014. години је бруто домаћи производ Џакарте био процењен на 321,3 америчких долара милијарди и економски раст је био рангиран на 34. месту међу 200 највећих градова на свету. Џакарта је расла брже од Куала Лумпура, Пекинга, и Бангкока.

## Историја
Град је основан почетком 16. века као Сунда Калепа. Године 1527, град се налазио под влашћу султаната Бантам када је и добио име Џакарта.
Крајем 16. века на Јаву долазе Холанђани који су 1619. години освојили град и основали тврђаву Батавија (Batavia). Јак земљотрес је уништио град 1699. године.
У периоду од 1942. до 1945. године градом су владали Јапанци. После Другог светског рата, иако је Индонезија прогласила независност, град је заузела Холандија. Тек 1949. године град је враћен у састав Индонезије и постао њена престоница.

### Имена и етимологија
Џакарта је била дом за више насеља и њихова респективна имена су:
- Сунда Келапа (397–1527),
- Јајакарта (1527–1619),
- Батавија (1619–1942),
- Дјакарта (1942–1972), и
- Џакарта (1972–садашњост).

Њено садашње име је изведено из речи Jayakarta. Порекло ове речи се може пратити до старог јаванског језика и ултиматно до Санскритског језика; जय jaya (победнички) и कृत krta (остварен, стечен), те се стога Jayakarta преводи као „победнички акт“, „комплетан чин“, или „комплетна победа“.
Надимак Џакарте је Биг Дуријан, по трновитом локалном воћу јаког мириса, пошто се на град гледа као на индонезијски еквивалент америчког Њујорка (Велике јабуке). У колонијалној ери, град је исто тако био познат као Koningin van het Oosten (Краљица Оријента), иницијално у 17. веку по урбаној лепоти канала Батавијског центра, палатама и уређеном распореду града. Након експанзије на југ у 19. веку, надимак је у већој мери постао ацоциран са предграђима (нпр. Ментенг и области око трга Мердека ), са њиховим широким улицама, многобројим зеленим областима и вилама.

## Географија
Град лежи на северозападу острва Јава на ушћу реке Ци Ливунг у Јавански залив који је део Јаванског мора, на површини од 662  земљишта те 6977 km² водене површине. Уз Дили једини је азијски главни град који се налази на јужној хемисфери.
Град Џакарта има изразито неповољан положај што се тиче надморске висине која се креће од -2 метра (испод нивоа мора) до неких 50 m надморске висине са просечном надморском висином од 8 m. Док је јужни део града брежуљкаст око 40% површине северног дела града који је поприлично раван налази се испод нивоа мора, што за време великих киша ствара проблеме са одводом воде. Уз реку Ци Ливунг која раздваја град на западни и источни део, градом теку и Песанграхан, те Сунтер. Уз све проблеме са одводном град Џакарта, због оптерећења на земљиште које ствара, тоне просечно годишње између 5 и 10 cm а у северном делу и до 20 cm. Град годинама улаже у заштитне баријере и друга решења да би се контролисала претња од продора мора у град на подручја са негативном надморском висином.

### Клима
Град Џакарта се налази на подручју тропске монсунске климе са изразитим кишним монсунским раздобљем те изразито сушним раздобљем времена током климатолошке године.
Кишно раздобље траје дужи део године од новембра па до маја са врхунцем сезоне у јануару и фебруару, те у том раздобљу просечно падне око 299,7 mm кише по метру квадратном.
| Клима аеродрома Халим Перданакусума, Џакарта, Индонезија (температура: 1924–1994, преципитација: 1931–1994) | Клима аеродрома Халим Перданакусума, Џакарта, Индонезија (температура: 1924–1994, преципитација: 1931–1994) | Клима аеродрома Халим Перданакусума, Џакарта, Индонезија (температура: 1924–1994, преципитација: 1931–1994) | Клима аеродрома Халим Перданакусума, Џакарта, Индонезија (температура: 1924–1994, преципитација: 1931–1994) | Клима аеродрома Халим Перданакусума, Џакарта, Индонезија (температура: 1924–1994, преципитација: 1931–1994) | Клима аеродрома Халим Перданакусума, Џакарта, Индонезија (температура: 1924–1994, преципитација: 1931–1994) | Клима аеродрома Халим Перданакусума, Џакарта, Индонезија (температура: 1924–1994, преципитација: 1931–1994) | Клима аеродрома Халим Перданакусума, Џакарта, Индонезија (температура: 1924–1994, преципитација: 1931–1994) | Клима аеродрома Халим Перданакусума, Џакарта, Индонезија (температура: 1924–1994, преципитација: 1931–1994) | Клима аеродрома Халим Перданакусума, Џакарта, Индонезија (температура: 1924–1994, преципитација: 1931–1994) | Клима аеродрома Халим Перданакусума, Џакарта, Индонезија (температура: 1924–1994, преципитација: 1931–1994) | Клима аеродрома Халим Перданакусума, Џакарта, Индонезија (температура: 1924–1994, преципитација: 1931–1994) | Клима аеродрома Халим Перданакусума, Џакарта, Индонезија (температура: 1924–1994, преципитација: 1931–1994) | Клима аеродрома Халим Перданакусума, Џакарта, Индонезија (температура: 1924–1994, преципитација: 1931–1994) |
| Показатељ \ Месец                                                                                           | .Јан. | .Феб. | .Мар. | .Апр. | .Мај. | .Јун. | .Јул. | .Авг. | .Сеп. | .Окт. | .Нов. | .Дец. | .Год. |
| --- | --- | --- | --- | --- | --- | --- | --- | --- | --- | --- | --- | --- | --- |
| Апсолутни максимум, °C (°F)                                                                                 | 33,3 (91,9)                                                                                                 | 32,8 (91)                                                                                                   | 33,3 (91,9)                                                                                                 | 33,3 (91,9)                                                                                                 | 33,3 (91,9)                                                                                                 | 33,3 (91,9)                                                                                                 | 34,4 (93,9)                                                                                                 | 35,6 (96,1)                                                                                                 | 35,6 (96,1)                                                                                                 | 35,6 (96,1)                                                                                                 | 35,6 (96,1)                                                                                                 | 33,9 (93)                                                                                                   | 35,6 (96,1)                                                                                                 |
| Максимум, °C (°F)                                                                                           | 28,9 (84)                                                                                                   | 28,9 (84)                                                                                                   | 29,4 (84,9)                                                                                                 | 30,0 (86)                                                                                                   | 30,6 (87,1)                                                                                                 | 30,0 (86)                                                                                                   | 30,0 (86)                                                                                                   | 30,6 (87,1)                                                                                                 | 31,1 (88)                                                                                                   | 31,1 (88)                                                                                                   | 30,6 (87,1)                                                                                                 | 29,4 (84,9)                                                                                                 | 30,1 (86,2)                                                                                                 |
| Просек, °C (°F)                                                                                             | 26,1 (79)                                                                                                   | 26,1 (79)                                                                                                   | 26,4 (79,5)                                                                                                 | 27,0 (80,6)                                                                                                 | 27,2 (81)                                                                                                   | 26,7 (80,1)                                                                                                 | 26,4 (79,5)                                                                                                 | 26,7 (80,1)                                                                                                 | 27,0 (80,6)                                                                                                 | 27,2 (81)                                                                                                   | 27,0 (80,6)                                                                                                 | 26,4 (79,5)                                                                                                 | 26,7 (80,1)                                                                                                 |
| Минимум, °C (°F)                                                                                            | 23,3 (73,9)                                                                                                 | 23,3 (73,9)                                                                                                 | 23,3 (73,9)                                                                                                 | 23,9 (75)                                                                                                   | 23,9 (75)                                                                                                   | 23,3 (73,9)                                                                                                 | 22,8 (73)                                                                                                   | 22,8 (73)                                                                                                   | 22,8 (73)                                                                                                   | 23,3 (73,9)                                                                                                 | 23,3 (73,9)                                                                                                 | 23,3 (73,9)                                                                                                 | 23,3 (73,9)                                                                                                 |
| Апсолутни минимум, °C (°F)                                                                                  | 20,6 (69,1)                                                                                                 | 20,6 (69,1)                                                                                                 | 20,6 (69,1)                                                                                                 | 20,6 (69,1)                                                                                                 | 21,1 (70)                                                                                                   | 19,4 (66,9)                                                                                                 | 19,4 (66,9)                                                                                                 | 19,4 (66,9)                                                                                                 | 18,9 (66)                                                                                                   | 20,6 (69,1)                                                                                                 | 20,0 (68)                                                                                                   | 19,4 (66,9)                                                                                                 | 18,9 (66)                                                                                                   |
| Количина кише, mm (in)                                                                                      | 300,7 (11,839)                                                                                              | 294,7 (11,602)                                                                                              | 210,8 (8,299)                                                                                               | 147,3 (5,799)                                                                                               | 132,1 (5,201)                                                                                               | 96,5 (3,799)                                                                                                | 63,5 (2,5)                                                                                                  | 43,2 (1,701)                                                                                                | 66,0 (2,598)                                                                                                | 110,8 (4,362)                                                                                               | 142,2 (5,598)                                                                                               | 208,2 (8,197)                                                                                               | 1,816 (71,495)                                                                                              |
| Дани са кишом                                                                                               | 24 | 23 | 19 | 15 | 12 | 9 | 6 | 5 | 6 | 10 | 14 | 18 | 161 |
| Релативна влажност, %                                                                                       | 85 | 85 | 83 | 82 | 82 | 81 | 78 | 76 | 75 | 77 | 81 | 82 | 80,6 |
| Сунчани сати — месечни просек                                                                               | 189 | 182 | 239 | 255 | 260 | 255 | 282 | 295 | 288 | 279 | 231 | 220 | 2.975 |
| Извор #1: Sistema de Clasificación Bioclimática Mundial                                                     | | | | | | | | | | | | | |
| Извор #2: Danish Meteorological Institute (humidity and sun only)                                           | | | | | | | | | | | | | |

| Климатски подаци Џакарте       | Климатски подаци Џакарте | Климатски подаци Џакарте | Климатски подаци Џакарте | Климатски подаци Џакарте | Климатски подаци Џакарте | Климатски подаци Џакарте | Климатски подаци Џакарте | Климатски подаци Џакарте | Климатски подаци Џакарте | Климатски подаци Џакарте | Климатски подаци Џакарте | Климатски подаци Џакарте | Климатски подаци Џакарте |
| Месец                          | Јан                      | Феб                      | Мар                      | Апр                      | Мај                      | Јун                      | Јул                      | Авг                      | Сеп                      | Окт                      | Нов                      | Дец                      | Година                   |
| ------------------------------ | ------------------------ | ------------------------ | ------------------------ | ------------------------ | ------------------------ | ------------------------ | ------------------------ | ------------------------ | ------------------------ | ------------------------ | ------------------------ | ------------------------ | ------------------------ |
| Просечна температура мора      | 28,0 (82,0)              | 28,0 (82,0)              | 29,0 (84,0)              | 30,0 (86,0)              | 30,0 (86,0)              | 29,0 (84,0)              | 29,0 (84,0)              | 29,0 (84,0)              | 29,0 (84,0)              | 29,0 (84,0)              | 29,0 (84,0)              | 29,0 (84,0)              | 29,0 (84,0)              |
| Средњи дневни сати             | 12,0                     | 12,0                     | 12,0                     | 12,0                     | 12,0                     | 12,0                     | 12,0                     | 12,0                     | 12,0                     | 12,0                     | 12,0                     | 12,0                     | 12,0                     |
| Просечни Ултраљубичасти индекс | 11+                      | 11+                      | 11+                      | 11+                      | 11                       | 10                       | 10                       | 11+                      | 11+                      | 11+                      | 11+                      | 11+                      | 10.8                     |
| Source: Weather Atlas          |                          |                          |                          |                          |                          |                          |                          |                          |                          |                          |                          |                          |                          |

## Становништво
| 1971.     | 1980.     | 1990.     | 2000.     | 2010.     |
| --------- | --------- | --------- | --------- | --------- |
| 4.546.492 | 6.503.449 | 8.259.639 | 8.384.853 | 9.588.198 |

## Партнерски градови
Џакарта је потписала уговоре од градском партнерству са низом градова, један од којих је Казабланка, највећи град Марока, што је потписано 21. септембра 1990. Да би се промовисало пријатељство између два града, Jalan Casablanca, једна од главних авенија позната по својим трговачким и пословним центрима у јужној Џакарти, је именована по мароканском партнерском граду. Тренутно у Казабланци нема улици именоване по Џакарти, међутим у Рабату, престоници Марока, постоји авенија која је названа по Сукарну, индонезијском првом председнику, да би се обележила његова посета 1960. године, и као знак пријатељства.
Такође у оквиру програма кооперације градова, Џакарта је успоставила партнерство са Ротердамом у Холандији, посебно у погледу интегрисаног управљања урбаним водама, укључујући развој капацитета и размену знања. Овај вид кооперације се остварује превасходно зато што Џакарта и Ротердам имају сличне проблеме; оба града леже на ниској низији подложној поплавама. Осим тога неке од њихових области су испод нивоа мора, што чини систем за урбано дренирање путем канала, брана и пумпи виталном компонентом одржавања града. Џакарта је заинтересована за примену Ротердамске стручности и искуства у управљању водама.
| Азија 1. Токио, Јапан 2. Пекинг, Кина 3. Шангај, Кина 4. Сеул, Јужна Кореја 5. Пјонгјанг 6. Манила, Филипини 7. Бангкок, Тајланд 8. Ханој, Вијетнам 9. Исламабад, Пакистан 10. Џеда, Саудијска Арабија |  | Европа 1. Холандија Ротердам 2. Немачка Берлин 3. Русија Москва 4. Мађарска Будимпешта 5. Турска Истанбул |  | Африка 1. Египат Каиро 2. Мароко Казабланка |  | Америка и Океанија 1. Сједињене Државе Лос Анђелес 2. Аустралија Сиднеј |

## Туристичке атракције
- Стари град
  - Трг Слободе (Merdeka)
  - Замак из 18. века
- Џамија Независност (Istiqlal)